# Klasyfikacje Tour de Pologne 2014

## Klasyfikacje

### Klasyfikacja generalna
| Miejsce | Zawodnik                | Państwo           | Zespół                               | Czas        |
| ------- | ----------------------- | ----------------- | ------------------------------------ | ----------- |
|         | Rafał Majka             | Polska            | Tinkoff-Saxo                         | 30h 16' 18" |
| 2.      | Jon Izagirre            | Hiszpania         | Movistar Team                        | +8"         |
| 3.      | Beñat Intxausti         | Hiszpania         | Movistar Team                        | +22"        |
| 4.      | Christophe Riblon       | Francja           | Ag2r-La Mondiale                     | +34"        |
| 5.      | Przemysław Niemiec      | Polska            | Lampre-Merida                        | +1' 20"     |
| 6.      | Andrey Amador           | Kostaryka         | Movistar Team                        | +1' 21"     |
| 7.      | Philip Deignan          | Irlandia          | Team Sky                             | +1' 24"     |
| 8.      | Robert Gesink           | Holandia          | Belkin Pro Cycling Team              | +1' 41"     |
| 9.      | Dominik Nerz            | Niemcy            | BMC Racing Team                      | +1' 42"     |
| 10.     | Petr Vakoč              | Czechy            | Omega Pharma-Quick-Step Cycling Team | +1' 49"     |
| 11.     | Marek Rutkiewicz        | Polska            | CCC Polsat Polkowice                 | +1' 55"     |
| 12.     | Samuel Sánchez          | Hiszpania         | BMC Racing Team                      | +2' 03"     |
| 13.     | Gianluca Brambilla      | Włochy            | Omega Pharma-Quick-Step Cycling Team | +2' 05"     |
| 14.     | Warren Barguil          | Francja           | Team Giant-Shimano                   | +2' 10"     |
| 15.     | Wout Poels              | Holandia          | Omega Pharma-Quick-Step Cycling Team | +2' 14"     |
| 16.     | Davide Formolo          | Francja           | Cannondale Pro Cycling               | +2' 19"     |
| 17.     | Ryder Hesjedal          | Kanada            | Garmin-Sharp                         | +2' 31"     |
| 18.     | Giampaolo Caruso        | Włochy            | Team Katusha                         | +2' 59"     |
| 19.     | Davide Rebellin         | Włochy            | CCC Polsat Polkowice                 | +3' 36"     |
| 20.     | Maxime Bouet            | Francja           | Ag2r-La Mondiale                     | +3' 51"     |
| 21.     | Ilnur Zakarin           | Rosja             | Team RusVelo                         | +4' 03"     |
| 22.     | Maxime Monfort          | Belgia            | Lotto-Belisol                        | +4' 47"     |
| 23.     | Mattia Cattaneo         | Włochy            | Lampre-Merida                        | +4' 58"     |
| 24.     | Peter Velits            | Słowenia          | BMC Racing Team                      | +5' 45"     |
| 25.     | Georg Preidler          | Austria           | Team Giant-Shimano                   | +6' 18"     |
| 26.     | Alexis Vuillermoz       | Francja           | Ag2r-La Mondiale                     | +6' 28"     |
| 27.     | Christophe Kern         | Francja           | Team Europcar                        | +7' 01"     |
| 28.     | Larry Warbasse          | Stany Zjednoczone | BMC Racing Team                      | +7' 06"     |
| 29.     | Gorka Izagirre          | Hiszpania         | Movistar Team                        | +7' 17"     |
| 30.     | Pim Ligthart            | Holandia          | Lotto-Belisol                        | +8' 07"     |
| 31.     | Oliver Zaugg            | Szwajcaria        | Tinkoff-Saxo                         | +8' 15"     |
| 32.     | Paweł Cieślik           | Polska            | Reprezentacja Polski                 | +8' 47"     |
| 33.     | Davide Villella         | Włochy            | Cannondale Pro Cycling               | +9' 18"     |
| 34.     | Siergiej Łagutin        | Rosja             | Team RusVelo                         | +9' 21"     |
| 35.     | Steve Morabito          | Szwajcaria        | BMC Racing Team                      | +10' 24"    |
| 36.     | Pieter Weening          | Holandia          | Orica-GreenEDGE                      | +10' 52"    |
| 37.     | Bart De Clercq          | Belgia            | Lotto-Belisol                        | +10' 54"    |
| 38.     | Dario Cataldo           | Włochy            | Team Sky                             | +11' 38"    |
| 39.     | Tobias Ludvigsson       | Szwecja           | Team Giant-Shimano                   | +11' 47"    |
| 40.     | Jose Cayetano Sarmiento | Kolumbia          | Cannondale Pro Cycling               | +11' 47"    |
| 41.     | Branisłau Samojłau      | Białoruś          | CCC Polsat Polkowice                 | +12' 21"    |
| 42.     | Tomasz Marczyński       | Polska            | CCC Polsat Polkowice                 | +12' 50"    |
| 43.     | Enrico Gasparotto       | Włochy            | Astana Pro Team                      | +13' 20"    |
| 44.     | Paweł Poljański         | Polska            | Tinkoff-Saxo                         | +13' 33"    |
| 45.     | Lars Petter Nordhaug    | Norwegia          | Belkin Pro Cycling Team              | +14' 05"    |
| 46.     | Sylwester Szmyd         | Polska            | Movistar Team                        | +14' 08"    |
| 47.     | Sebastián Henao         | Kolumbia          | Team Sky                             | +15' 21"    |
| 48.     | Eduard Worganow         | Rosja             | Team Katusha                         | +15' 24"    |
| 49.     | Kamil Zieliński         | Polska            | Reprezentacja Polski                 | +15' 46"    |
| 50.     | Ivan Santaromita        | Włochy            | Orica-GreenEDGE                      | +17' 01"    |

### Klasyfikacja punktowa
| Miejsce | Zawodnik            | Państwo   | Zespół                               | Punkty  |
| ------- | ------------------- | --------- | ------------------------------------ | ------- |
|         | Jauhien Hutarowicz  | Białoruś  | Ag2r-La Mondiale                     | 66 pkt. |
| 2.      | Michael Matthews    | Australia | Orica-GreenEDGE                      | 47 pkt. |
| 3.      | Nikolas Maes        | Belgia    | Omega Pharma-Quick-Step Cycling Team | 42 pkt. |
| 4.      | Rafał Majka         | Polska    | Tinkoff-Saxo                         | 40 pkt. |
| 5.      | Boris Vallee        | Belgia    | Lotto-Belisol                        | 38 pkt. |
| 6.      | Beñat Intxausti     | Hiszpania | Movistar Team                        | 38 pkt. |
| 7.      | Gianluca Brambilla  | Włochy    | Omega Pharma-Quick-Step Cycling Team | 37 pkt. |
| 8.      | Davide Formolo      | Włochy    | Cannondale Pro Cycling               | 37 pkt. |
| 9.      | Jon Izagirre        | Hiszpania | Movistar Team                        | 36 pkt. |
| 10.     | Jonas Van Genechten | Belgia    | Lotto-Belisol                        | 33 pkt. |
| 11.     | Warren Barguil      | Francja   | Team Giant-Shimano                   | 30 pkt. |
| 12.     | Guillaume Boivin    | Kanada    | Cannondale Pro Cycling               | 30 pkt. |
| 13.     | Marco Haller        | Austria   | Team Katusha                         | 30 pkt. |
| 14.     | Christophe Riblon   | Francja   | Ag2r-La Mondiale                     | 29 pkt. |
| 15.     | Grzegorz Stępniak   | Polska    | CCC Polsat Polkowice                 | 29 pkt. |
| 16.     | Przemysław Niemiec  | Polska    | Lampre-Merida                        | 27 pkt. |
| 17.     | Davide Appollonio   | Włochy    | Ag2r-La Mondiale                     | 27 pkt. |
| 18.     | Petr Vakoč          | Czechy    | Omega Pharma-Quick-Step Cycling Team | 26 pkt. |
| 19.     | Wout Poels          | Holandia  | Omega Pharma-Quick-Step Cycling Team | 24 pkt. |
| 20.     | Gorka Izagirre      | Hiszpania | Movistar Team                        | 22 pkt. |

### Klasyfikacja górska
| Miejsce | Zawodnik             | Państwo         | Zespół                               | Punkty  |
| ------- | -------------------- | --------------- | ------------------------------------ | ------- |
|         | Maciej Paterski      | Polska          | CCC Polsat Polkowice                 | 81 pkt. |
| 2.      | Christian Meier      | Kanada          | Orica-GreenEDGE                      | 56 pkt. |
| 3.      | Siergiej Łagutin     | Rosja           | Team RusVelo                         | 24 pkt. |
| 4.      | Lars Petter Nordhaug | Norwegia        | Belkin Pro Cycling Team              | 20 pkt. |
| 5.      | Warren Barguil       | Francja         | Team Giant-Shimano                   | 19 pkt. |
| 6.      | Alexis Vuillermoz    | Francja         | Ag2r-La Mondiale                     | 18 pkt. |
| 7.      | Damiano Caruso       | Włochy          | Cannondale Pro Cycling               | 14 pkt. |
| 8.      | Davide Malacarne     | Włochy          | Team Europcar                        | 13 pkt. |
| 9.      | Pieter Weening       | Holandia        | Orica-GreenEDGE                      | 10 pkt. |
| 10.     | Wout Poels           | Holandia        | Omega Pharma-Quick-Step Cycling Team | 10 pkt. |
| 11.     | Johannes Fröhlinger  | Niemcy          | Team Giant-Shimano                   | 8 pkt.  |
| 12.     | Ryder Hesjedal       | Kanada          | Garmin-Sharp                         | 7 pkt.  |
| 13.     | Sebastián Henao      | Kolumbia        | Team Sky                             | 7 pkt.  |
| 14.     | Joshua Edmondson     | Wielka Brytania | Team Sky                             | 7 pkt.  |
| 15.     | Robert Gesink        | Holandia        | Belkin Pro Cycling Team              | 6 pkt.  |
| 16.     | Marco Haller         | Australia       | Team Katusha                         | 6 pkt.  |
| 17.     | Jimmy Engoulvent     | Francja         | Team Europcar                        | 5 pkt.  |
| 18.     | Giampaolo Caruso     | Włochy          | Team Katusha                         | 4 pkt.  |
| 19.     | Rafał Majka          | Polska          | Tinkoff-Saxo                         | 3 pkt.  |
| 20.     | Jarosław Popowycz    | Ukraina         | Trek Factory Racing                  | 3 pkt.  |

### Klasyfikacja najaktywniejszych
| Miejsce | Zawodnik                | Państwo         | Zespół                               | Punkty  |
| ------- | ----------------------- | --------------- | ------------------------------------ | ------- |
|         | Matthias Krizek         | Austria         | Cannondale Pro Cycling               | 11 pkt. |
| 2.      | Petr Vakoč              | Czechy          | Omega Pharma-Quick-Step Cycling Team | 6 pkt.  |
| 3.      | Paweł Bernas            | Polska          | Reprezentacja Polski                 | 6 pkt.  |
| 4.      | Maciej Paterski         | Polska          | CCC Polsat Polkowice                 | 6 pkt.  |
| 5.      | Mateusz Taciak          | Polska          | CCC Polsat Polkowice                 | 5 pkt.  |
| 6.      | Jimmy Engoulvent        | Francja         | Team Europcar                        | 4 pkt.  |
| 7.      | Kamil Gradek            | Polska          | CCC Polsat Polkowice                 | 4 pkt.  |
| 8.      | Joshua Edmondson        | Wielka Brytania | Team Sky                             | 3 pkt.  |
| 9.      | Przemysław Kasperkiewcz | Polska          | Reprezentacja Polski                 | 2 pkt.  |
| 10.     | Paweł Franczak          | Polska          | Reprezentacja Polski                 | 1 pkt.  |

### Klasyfikacja drużynowa
| Miejsce | Zespół                               | Państwo           | Czas        |
| ------- | ------------------------------------ | ----------------- | ----------- |
| 1.      | Movistar Team                        | Hiszpania         | 90h 49' 57" |
| 2.      | Omega Pharma-Quick-Step Cycling Team | Belgia            | +3' 56"     |
| 3.      | BMC Racing Team                      | Stany Zjednoczone | +5' 46"     |
| 4.      | Ag2r-La Mondiale                     | Francja           | +8' 07"     |
| 5.      | Cannondale Pro Cycling               | Włochy            | +11' 22"    |
| 6.      | CCC Polsat Polkowice                 | Polska            | +14' 52"    |
| 7.      | Team Giant-Shimano                   | Holandia          | +17' 22"    |
| 8.      | Team Sky                             | Wielka Brytania   | +18' 36"    |
| 9.      | Tinkoff-Saxo                         | Rosja             | +19' 12"    |
| 10.     | Lotto-Belisol                        | Belgia            | +20' 17"    |